# كاثرين داي
كاثرين داي (بالإنجليزية: Catherine Day)‏ (و. 1954  م) هي اقتصادية، وسياسية أيرلندية، ولدت في دبلن.

## مناصب
تولت منصب أمين عام المفوضية الأوروبية.

## التعليم
تعلمت في كلية دبلن الجامعية.

## جوائز
حصلت على جوائز منها:
- ميدالية الشرف الذهبية العظمى للخدمات المقدمة لجمهورية النمسا.